# Reinhard Bruns-Wüstefeld
Reinhard Bruns-Wüstefeld (* 13. Juni 1883 in Stettin; † 14. September 1967 in Stade) war ein deutscher Landespolitiker der DVP. Er war von 1925 bis 1937 Bezirksbürgermeister von Berlin-Tempelhof.

## Leben
Bruns-Wüstefeld war Sohn des Kaufmanns Georg Bruns-Wüstefeld (* 1852) und seiner Ehefrau Elisabeth Bruns-Wüstefeld, geb. Hammer (* 1860). Er war verheiratet mit Käthe Jark (* 1891). Bruns-Wüstefeld besuchte das Friedrich-Wilhelms-Gymnasium in Berlin. Ab dem Wintersemester 1901/02 studierte er Rechtswissenschaften in München. Im selben Semester trat er dem VDSt bei. Bis 1905 studierte er in Freiburg und Berlin. Vom 1. Oktober 1905 bis 30. September 1906 diente er als Einjährig-Freiwilliger bei der reitenden Abteilung des Torgauer Feldartillerie-Regiments Nr. 74 in Wittenberg.
Nach seinem Wehrdienst promovierte er 1908 in Rostock. 1911 war er Gerichtsassessor in Beeskow. Ab 1912 stand er im juristischen Verwaltungsdienst (Cottbus, Berlin-Neukölln, Charlottenburg). 1914 wurde er Magistratsassessor in Charlottenburg.
Im Ersten Weltkrieg diente er als Oberleutnant der Reserve und erhielt im Sommer 1916 beide Klassen des Eisernen Kreuzes.

## Bezirksbürgermeister von Berlin-Tempelhof
1918 wurde er zum Gemeindesyndikus von Berlin-Tempelhof gewählt. Daneben war er besoldeter Schöffe. Im selben Jahr trat er der DVP sowie dem Stahlhelm bei. 1921 wurde er Stadtrat und stellvertretender Bürgermeister im neu gegründeten Verwaltungsbezirk 13 Berlin-Tempelhof. Am 13. Mai 1925 wurde er dort Bezirksbürgermeister. In seine Amtszeit fielen unter anderem die Verlängerung der heutigen U-Bahn-Linie 6 nach Tempelhof am 22. Dezember 1929, die Vergrößerung des Tempelhofer Flughafens, der Bau von Schulen, die Schaffung von Wohnsiedlungen in den Ortsteilen Tempelhof, Mariendorf und Lichtenrade sowie der Ausbau der Gartenstadt Neu-Tempelhof.

## Folgezeit
Nach Ablauf seiner 12-jährigen Amtsperiode wurde er von der NSDAP als „bürgerlicher Bürgermeister“ nicht mehr nominiert, da er der NSDAP nicht beigetreten war. Sein Nachfolger wurde der bisherige Staatskommissar Carl Pollesch, ein NSDAP-Mitglied. Von 1937 bis 1945 arbeitete Bruns-Wüstefeld im Gemeindeprüfungsamt des Innenministeriums. Nach einem Bombenschaden an seiner Tempelhofer Wohnung in der Schönburgstraße 8–9 übersiedelte er im März 1945 nach Stade, wo er für die Landesregierung als Kommunaldezernent tätig wurde. 1946 wurde er dort Oberregierungsrat und ging 1949 in den Ruhestand. 1949 bis 1961 war er Verwaltungsrechtsrat mit eigener Praxis in Stade.

## Schriften
- Die Haftung der juristischen Personen des öffentlichen Rechts nach § 89 Abs. 1 des Bürgerlichen Gesetzbuches. Dissertation, Universität Rostock 1908.